# هوبة شعيب (المسيمير)

تعديل مصدري - تعديل

هوبة شعيب هي إحدى قرى عزلة المسيمير بمديرية المسيمير التابعة لمحافظة لحج، بلغ تعداد سكانها 58 نسمة حسب تعداد اليمن لعام 2004.